# 郷古廉
郷古 廉（ごうこ すなお、1993年12月2日 - ）は、日本のヴァイオリニスト。2024年4月よりNHK交響楽団第１コンサートマスターを務める。

## 来歴
1993年宮城県多賀城市に生まれる。1999年桐朋学園大学音楽学部附属子供のための音楽教室の仙台分室に入室。多賀城市立多賀城小学校、仙台育英学園秀光中等教育学校（現・秀光中学校・仙台育英学園高等学校）、桐朋学園大学ソリスト・ディプロマコースに在籍。また、ウィーン市立音楽芸術大学に留学した。
勅使河原真実、ゲルハルト・ボッセ、辰巳明子、パヴェル・ヴェルニコフらに師事。ジャン=ジャック・カントロフ、アナ・チュマチェンコらのマスタークラスを受ける。
2007年12月のデビュー以来、ゲルハルト・ボッセ、秋山和慶、井上道義、尾高忠明、小泉和裕、上岡敏之、下野竜也、山田和樹、川瀬賢太郎らの指揮のもと、新日本フィルハーモニー交響楽団、読売日本交響楽団、東京交響楽団、東京フィルハーモニー交響楽団、日本フィルハーモニー交響楽団、大阪フィルハーモニー交響楽団、名古屋フィルハーモニー交響楽団、仙台フィルハーモニー管弦楽団、札幌交響楽団、オーケストラ・アンサンブル金沢等と共演。
2022年4月よりNHK交響楽団のゲスト・アシスタント・コンサートマスター、2023年4月にゲスト・コンサートマスターとなり、2024年4月より篠崎史紀の後任として第1コンサートマスターに就任。
使用楽器は1682年製アントニオ・ストラディヴァリ（Banat）。

## 受賞歴等
- 2004年 ユースクラシックコンクール第1位、第58回全日本学生音楽コンクール第1位
- 2006年 第11回ユーディ・メニューイン国際コンクールのジュニア部門で史上最年少優勝
- 2013年 ティボール・ヴァルガ国際ヴァイオリン・コンクール優勝ならびに聴衆賞・現代曲賞[5]
- 2019年 第29回出光音楽賞、文化庁芸術祭賞大賞（第74回）受賞[6][7]
- 2025年1月 みやぎ絆大使（第11期）に就任

## ディスコグラフィー
- 2014年 J.S.バッハ:無伴奏ヴァイオリン･ソナタ第1番&パルティータ第1番、バルトーク:無伴奏ヴァイオリン･ソナタ（EXTON）
- 2015年 Brahms: Violin Sonatas No.1-No.3（Ysaye Records）
- 2016年 J.S.バッハ:無伴奏ソナタ第2番&パルティータ第2番 バルトーク:ヴァイオリン・ソナタ第2番（EXTON）
- 2017年 バルトーク:ヴァイオリン・ソナタ 第1番 J.S.バッハ:無伴奏ソナタ 第3番&パルティータ 第3番（EXTON）
- 2020年 LA BELGIQUE（ルクー、イザイ、フランクの作品集）（EXTON）[8]
- 2024年 「テルツェット」～ヴァイオリンとヴィオラのための三重奏曲集（Polymnie）[9]